# Белоглинка (Карабалыкский район)
Белоглинка (каз. Белоглин) — село в Карабалыкском районе Костанайской области Казахстана. Административный центр Белоглинского сельского округа. Находится примерно в 16 км к северу от районного центра, посёлка Карабалык. Код КАТО — 395033100.

## История
Основано в 1929 году. Своё название село получило в силу того, что здесь добывали белую глину, пригодную для побелки домов.

## Население
В 1999 году население села составляло 943 человека (463 мужчины и 480 женщин). По данным переписи 2009 года, в селе проживало 710 человек (351 мужчина и 359 женщин).